# Отвей – Мортлейк
Отвей — Мортлейк — газопровід на південному сході Австралії.
Трубопровід спорудили у 2009—2010 роках для подачі блакитного палива на ТЕС Мортлейк. Він має довжину 83 кілометри та виконаний у діаметрі 500 мм. Пропускна здатність досягає 1,06 млн м3 на добу.
Джерелом ресурсу виступив газопереробний завод Отвей. Втім, варто відзначити, що побіч з ним розташоване підземне сховище газу Айона, а до Отвей виведена перемичка від установки підготовки Афіна.